# スタホパイン
スタホパイン(Staphopain)は、以下の化学反応を触媒する酵素である。
エラスチンを含むタンパク質に幅広いエンドペプチダーゼ作用を行うが、小分子基質の加水分解は限定される。
この酵素は、ストレプトコッカス属(Staphylococcus)のいくつかの種に存在する。